# Bislig
Bislig est une localité de la province du Surigao du Sud, aux Philippines. En 2015, elle compte 94 535 habitants.